# Kamionaczyk (gromada)
Kamionaczyk – dawna gromada, czyli najmniejsza jednostka podziału terytorialnego Polskiej Rzeczypospolitej Ludowej w latach 1954–1972.
Gromady, z gromadzkimi radami narodowymi (GRN) jako organami władzy najniższego stopnia na wsi, funkcjonowały od reformy reorganizującej administrację wiejską przeprowadzonej jesienią 1954 do momentu ich zniesienia z dniem 1 stycznia 1973, tym samym wypierając organizację gminną w latach 1954–1972.
Gromadę Kamionaczyk siedzibą GRN w Kamionaczyku utworzono – jako jedną z 8759 gromad na obszarze Polski – w powiecie sieradzkim w woj. łódzkim, na mocy uchwały nr 38/54 WRN w Łodzi z dnia 4 października 1954. W skład jednostki weszły obszary dotychczasowych gromad Grądy i Sucha ze zniesionej gminy Woźniki oraz obszar dotychczasowej gromady Kamionacz ze zniesionej gminy Rossoszyca w tymże powiecie. Dla gromady ustalono 11 członków gromadzkiej rady narodowej.
31 grudnia 1959 z gromady Kamionaczyk wyłączono wieś i kolonię Sucha włączając je do gromady Woźniki, po czym gromadę Kamionaczyk zniesiono, a jej (pozostały) obszar włączono do nowo utworzonej gromady Włyń.